# Tatra T5
Tatra T5 – prototyp czechosłowackiego tramwaju, który został wyprodukowany przez zakłady ČKD w roku 1972.

## Konstrukcja
T5 to jednokierunkowy czteroosiowy silnikowy wagon tramwajowy. Swoim wyglądem zewnętrznym i rozwiązaniami znacznie odbiegał od innych wagonów produkcji ČKD (Tatra T1, T2, T3 i T4). Poszycie pudła wagonu wykonane było z metalu, tramwaj otrzymał nowe (wydajniejsze) wyposażenie elektryczne z rozruchem tyrystorowym. Tramwaj z wyglądu był kanciasty z prostokątnymi reflektorami, do wnętrza prowadziło troje drzwi harmonijkowych.

## Prototyp
W roku 1972 wyprodukowany prototyp tramwaju T5 (numer taborowy 8000). Dwa lata testowano go w Pradze, następnie sprzedano do Mostu, gdzie kolejne dwa lata jeździł testowo (także z pasażerami). Następnie zwrócono go ČKD, gdzie stał odstawiony aż do roku 1984, kiedy to przebudowano go na wagon gospodarczy. Tramwaj został zezłomowany w 1986.

## Warianty
Poza wozem T5 były w latach 70. zaprojektowane inne wagony,wywodzące się z tego typu. Zakłady ČKD poszerzyły oznaczenia nowych wozów o dalsze dwa miejsca, nowo powstałe pojazdy oznaczono jako Tatra T5B6 (szersza skrzynia), Tatra T5C5 (dwukierunkowy, jednostronny) i Tatra T5A5 (nowy wariant tramwaju T5).

## Dostawy
W roku 1972 powstał jedyny egzemplarz, który jeździł testowo i nigdy nie wszedł do liniowej eksploatacji.
| Państwo        | Zakład            | Typ            | Lata dostaw    | Liczba | Numery taborowe |
| -------------- | ----------------- | -------------- | -------------- | ------ | --------------- |
| Czechy         | ČKD Tatra Smíchov | T5             | 1972           | 1      | 8000            |
| Łączna liczba: | Łączna liczba:    | Łączna liczba: | Łączna liczba: | 1      |                 |